# Florentino Luís
Florentino Ibrain Morris Luís (Massamá, 19 de agosto de 1999), conhecido simplesmente como Florentino, é um futebolista português que atua como volante. Atualmente joga no Benfica.

## Carreira
Nascido em Lisboa mas natural de Oeiras, Florentino iniciou a sua carreira no futebol no Real Massamá em 2009. Depois de progredir nas camadas jovens do Benfica desde 2010, estreou-se profissionalmente com o Benfica B numa vitória por 2-1 sobre o Académico de Viseu na Segunda Liga, em 11 de setembro de 2016, aos 18 anos.
Após sua promoção a primeira equipa do Benfica em 1 de fevereiro de 2019, Florentino fez o seu primeiro jogo na Primeira Liga como suplente no minuto 62 em uma goleada de 10-0 contra o Nacional em 10 de fevereiro de 2019. Quatro dias depois, fez a sua estreia na Europa, quando o Benfica venceu o Galatasaray por 2-1 na primeira mão dos oitavos-de- final da UEFA Europa League, a sua primeira vitória na Turquia.

## Vida pessoal
Florentino é descendente de angolanos. Pai de duas meninas, Florentino casou-se com Bruna Guerreiro Luís no dia 8 de Junho de 2020.

## Títulos
Benfica
- Campeonato Nacional de Juniores : 2017–18
- Primeira Liga: 2018–19 e 2022–23
- Supertaça Cândido de Oliveira: 2019, 2023 e 2025
- Taça da Liga: 2024–25

Portugal
- Campeonato da Europa de Sub-17 da UEFA : 2016
- Campeonato da Europa de Sub-19 : 2018

### Prêmios individuais
- Equipe do torneio do Campeonato Europeu Sub-17 de 2016[8]
- Equipe do torneio do Campeonato Europeu Sub-19 de 2018[9]